# Plockepinn

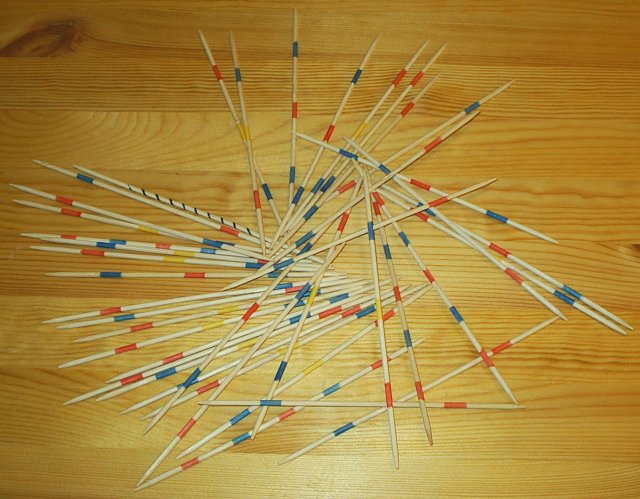
Plockepinnspel Mikado

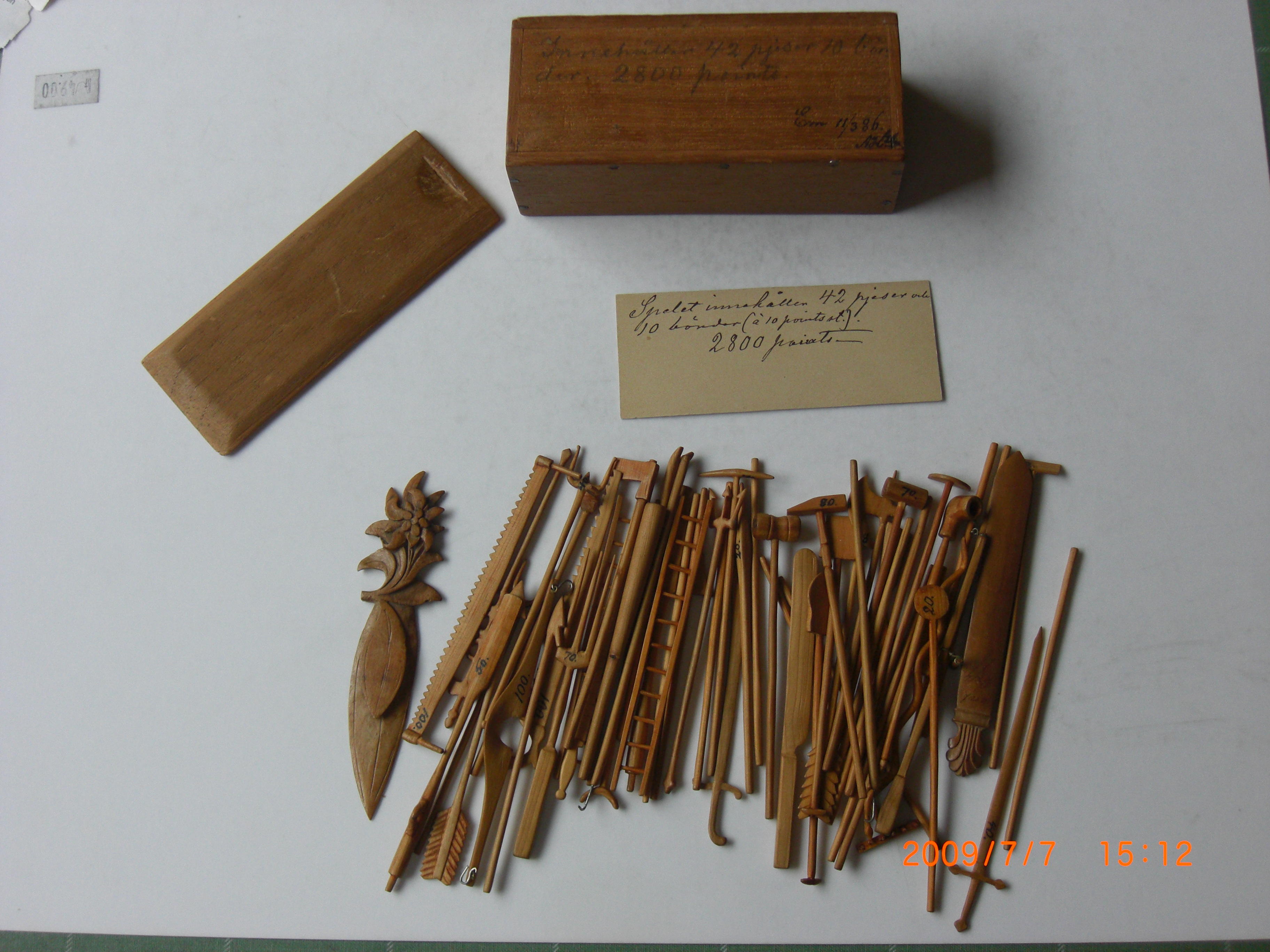
Skrapnosspel från 1884

Plockepinn är ett sällskapsspel där ett antal små trä- eller plastpinnar sprids i en hög, och där spelarna ska försöka ta en pinne i taget, utan att rubba någon annan pinne. De pinnar en spelare tagit får denne använda som redskap för att försöka ta fler. Spelarna får olika poäng beroende på pinnarnas färg. Spelet har flera varianter och namn, inklusive mikado, skrapnos och kinesiska pinnar.

## Historik och varianter
Liknande spel har mycket gamla anor. I Indiens gamla heliga skrifter omtalas ett liknande spel, som angavs hindra dygdens förkovran. Eleganta Skrapnosspel tillverkades på 1700-talet i Kanton för export till Europa. Barnen i Kanton spelade vid samma tid en enklare variant med brända stickor om 100 i en bunt. Hos Nordamerikas indianer förekom en variant med runda stickor markerade med svarta och röda ringar, vilka kom att bli förebild för det moderna plockepinnspelet.

### Mikado
En variant av plockepinnspel är Mikado med 41 färgade pinnar som har olika namn: 1 vit Mikado, 5 blå Mandariner, 5 gula Präster, 15 gröna Samurajer, 15 röda Kulier.

### Skrapnos
Skrapnos kallas en variant på plockepinnspel där pinnarna utgörs av miniatyrer av arbetsredskap eller vapen i trä, ben eller, senare, av plast, till exempel yxa, spade, stege, pipa, tång och räfsa, eller värja, hillebard, gevär, osv. Andra spel innehåller fåglar som papegoja och stork. Miniatyrerna som kan vara cirka 10 cm långa kastas i hög på ett bord, varefter det gäller för var och en av de spelande att med en sticka försedd med en hake lyfta bort en efter en, utan att någon av de andra förändrar läge. I motsatt fall blir den skyldige skrapad på näsan med den sticka som orsakat rörelse i högen. Vanligen tilldelas den som lyckats plocka upp en figur ett visst antal poäng som aningen finns skrivet på den aktuella figuren eller på ett separat pappersark. I äldre tid ingick i spelet att förloraren eller den som misslyckades skrapades på näsan med haken eller en pinne, därav namnet. Detta spels ålder är okänd. 1697 omtalas dock i bildlikt hänseende att någon mottagit en "skrapnos" i betydelsen utskällning, vilket antyder att spelet då var allmänt känt.
I Skåne har en variant kallad "Påvespel" eller "Pianospel" förekommit. Här består pjäserna av en "påve", två "kejsare", 8 "jungfrur", 16 "knektar" och 32 "bönder". Även här är figurerna vanligen skurna i en form som anspelar på deras namn.

### Jättevariant
Guinness Rekordbok inkluderar ett rekord på cirka 5 meter långa pinnar.

## Bilder

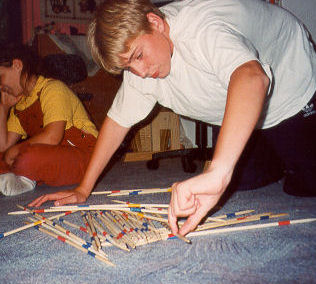
Pojke som spelar plockepinn.
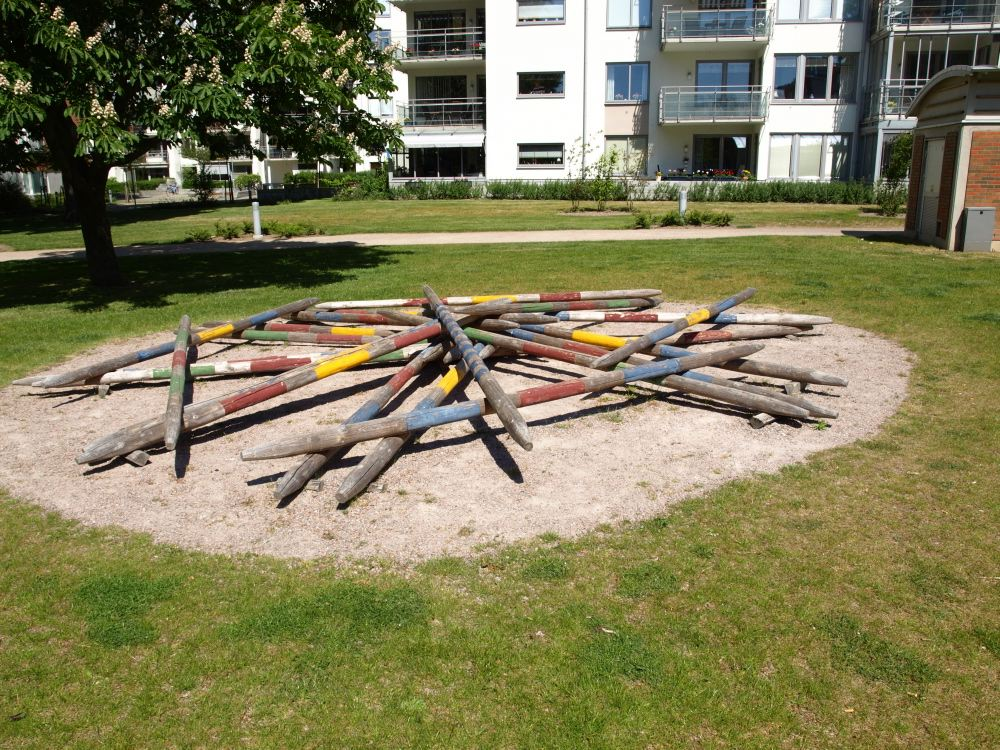
Gigantiskt plockepinn i Filtparken, Halmstad. Spelet är ett konstverk och är inte avsett att spelas med.